# 하무라시
하무라시(일본어: 羽村市)는 일본 도쿄도 서부 교외에 있는 시이다.

## 지리
다마강을 끼고 있으며 다마강 하구에서 약 50km 떨어진 상류에 위치한다. 북쪽과 서쪽으로 오메시, 동쪽으로 니시타마군 미즈호정, 남동쪽으로 훗사시, 남서쪽으로 아키루노시와 접한다.
다마가와 상수는 1653년에 완성된 인공 수로로 다마강의 물길을 돌려 에도로 물을 공급하는 것으로 하무라에서 시작된다.

## 역사
- 1889년 4월 1일 - 정촌제 시행으로 3개 촌의 구역을 가지고 가나가와현 니시타마군 니시타마촌(西多摩村)이 성립하였다.
- 1893년 4월 1일 - 니시타마군이 가나가와현에서 도쿄부로 편입되었다.
- 1956년 10월 1일 - 정으로 승격해 하무라정(羽村町)이 되었다.
- 1991년 11월 1일 - 시로 승격해 하무라시(羽村市)가 되었다.

## 경제
몇몇 회사들의 경공업 시설 또는 병참 시설이 하무라에 있다. 히노 자동차와 토요타 자동차의 공장도 있다.

## 교통
- 동일본 여객철도 오메선

## 인구
| 연도 | 인구   | ±%      |
| ---- | ------ | ------- |
| 1920 | 5,113  | —       |
| 1930 | 5,800  | +13.4%  |
| 1940 | 5,878  | +1.3%   |
| 1950 | 8,373  | +42.4%  |
| 1960 | 11,003 | +31.4%  |
| 1970 | 22,783 | +107.1% |
| 1980 | 42,017 | +84.4%  |
| 1990 | 52,103 | +24.0%  |
| 2000 | 56,013 | +7.5%   |
| 2010 | 57,032 | +1.8%   |
| 2020 | 54,326 | −4.7%   |

## 픽션

### 게임·만화·애니메이션
- 클라나드